# Ольково
Ольково (пол. Olkowo, нім. Alken) — село в Польщі, у гміні Ґодково Ельблонзького повіту Вармінсько-Мазурського воєводства.
Населення — 27 осіб (2011).
У 1975-1998 роках село належало до Ельблонзького воєводства.

## Демографія
Демографічна структура станом на 31 березня 2011 року:
|          | Загалом | Допрацездатний вік | Працездатний вік | Постпрацездатний вік |
| -------- | ------- | ------------------ | ---------------- | -------------------- |
| Чоловіки | 13      | 6                  | 6                | 1                    |
| Жінки    | 14      | 3                  | 7                | 4                    |
| Разом    | 27      | 9                  | 13               | 5                    |